# Joris Ivens
Joris Ivens, egentligen George Henri Anton Ivens, född 18 november 1898 i Nijmegen, död 28 juni 1989 i Paris, var en nederländsk filmskapare.

## Biografi
Ivens gjorde från 1928 och framåt en mängd dokumentärfilmer. Efter tidiga experimentfilmer som De Brug (1928) och Regen (1929) gick han snart över till att göra politiska dokumentärer, ofta med starkt socialistiskt patos. Bland de första av hans politiska filmer märks Komsomolsk (1932), en hyllning till Sovjetunionen, och Misère au Borinage (1933), som skildrar en gruvstrejk i belgiska Borinage. Han spelade även in film om spanska inbördeskriget, Kina och Kuba efter revolutionerna samt om Vietnamkriget. Hans sista film blev långfilmen Une histoire de vent (En historia om vinden, 1988).
Ivens gav 1969 ut boken The Camera and I.

## Galleri

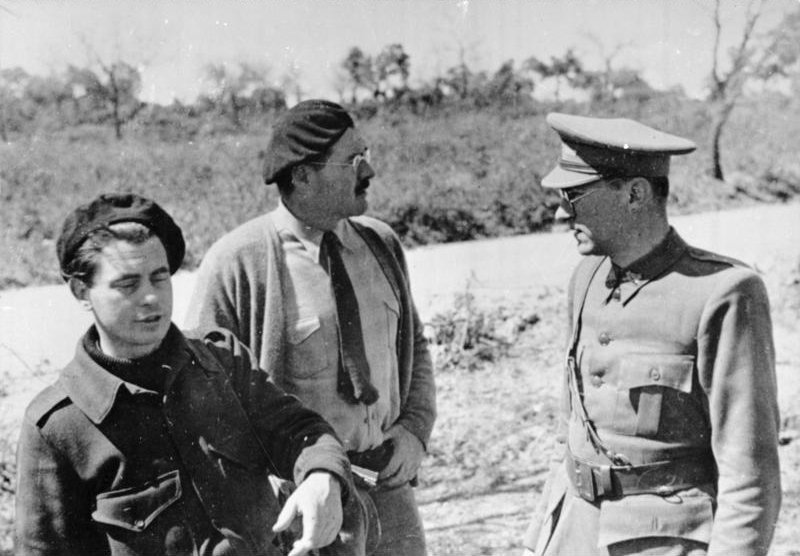
Joris Ivens (vänster) med Ernest Hemingway (mitten) och Ludwig Renn under spanska inbördeskriget, 1936/37.
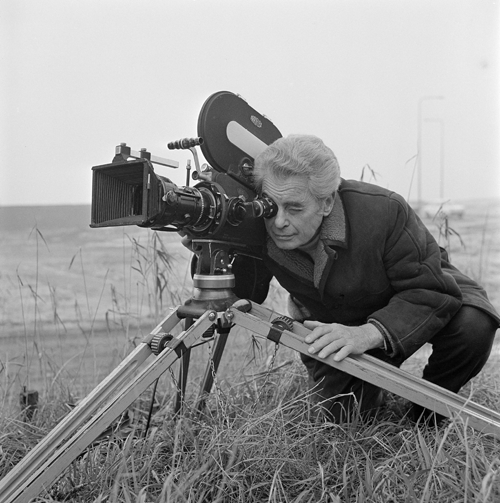
Joris Ivens 1971.
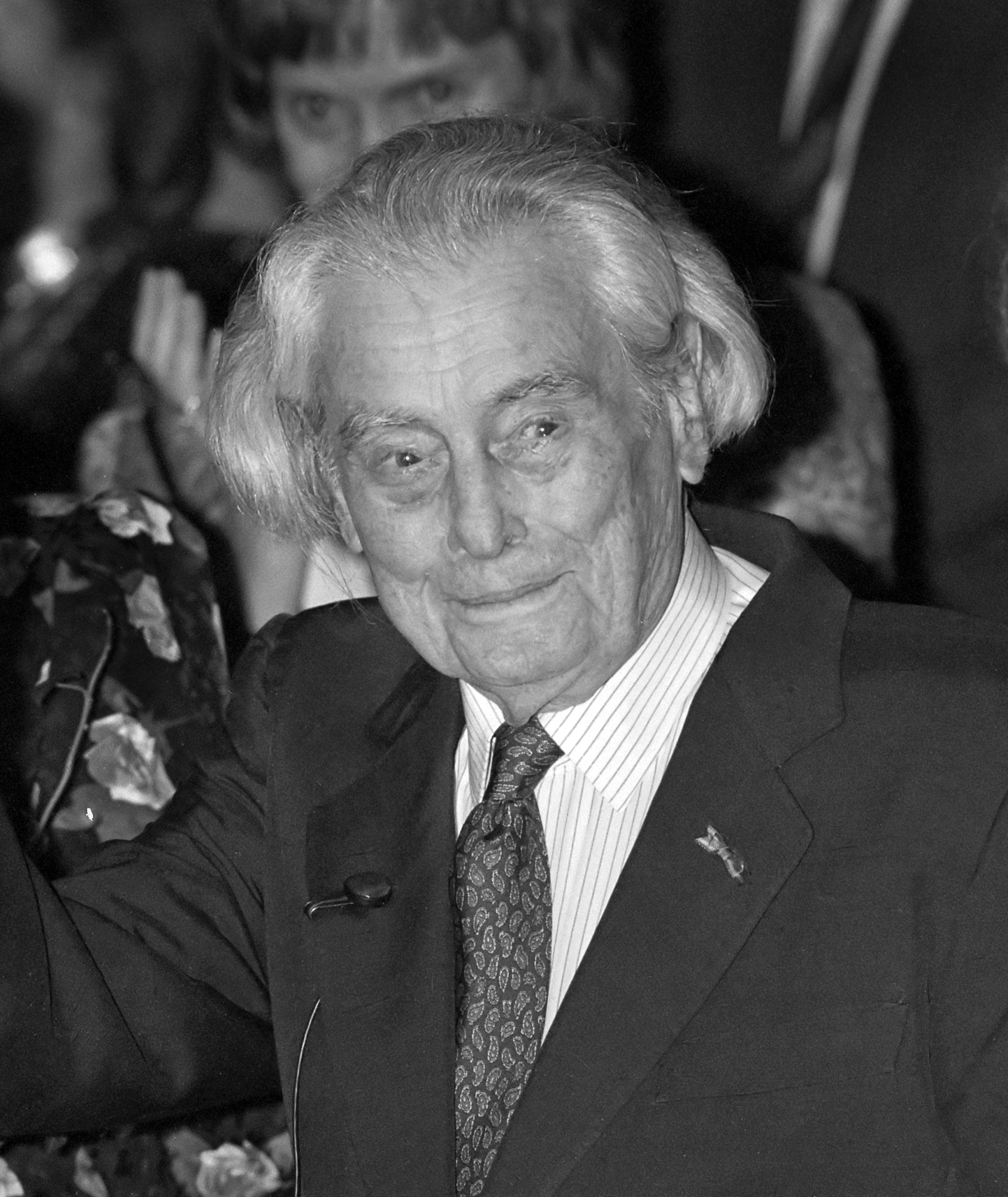
Joris Ivens på Rotterdams Filmfestival 1989.
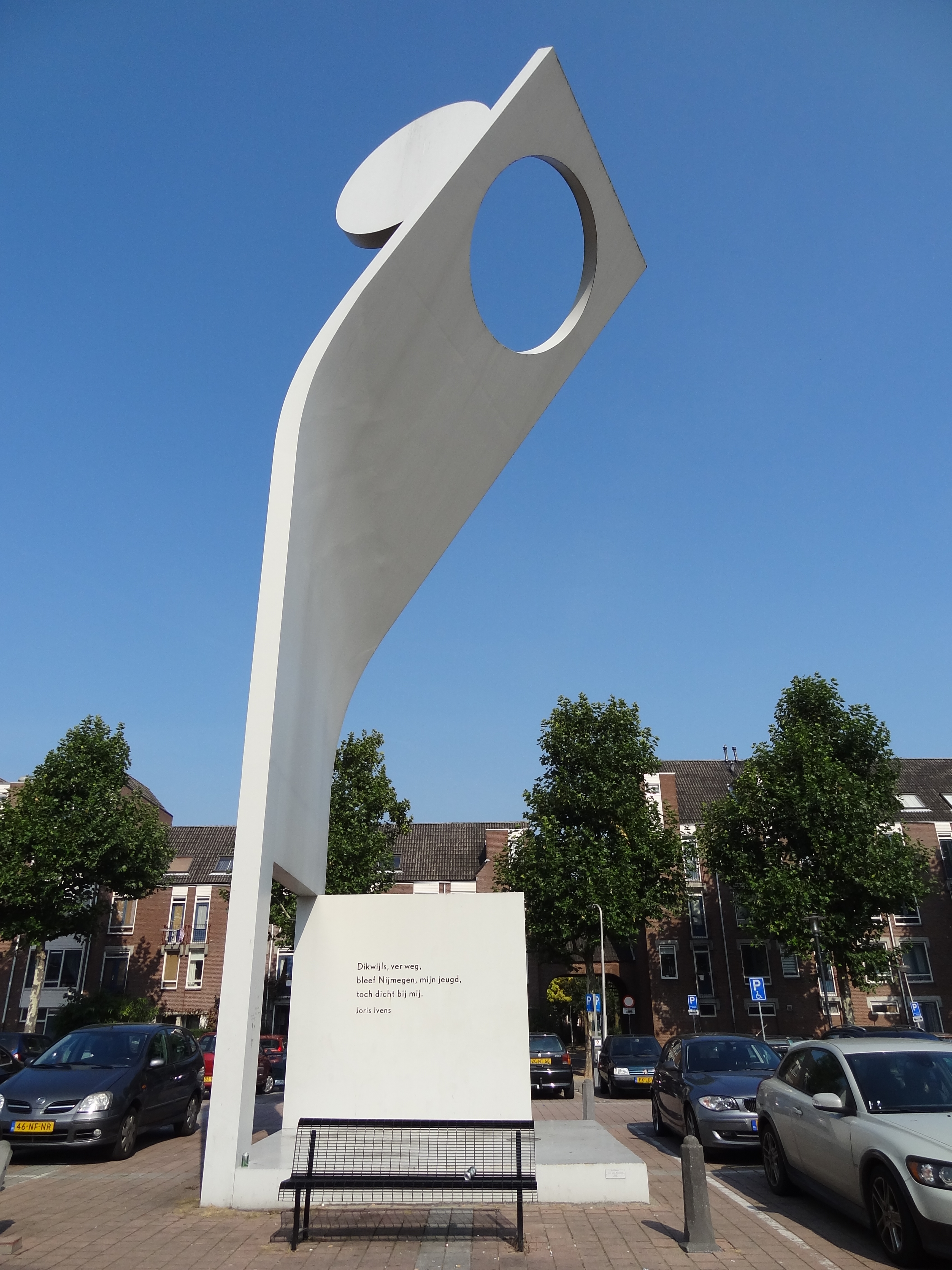
Joris Ivens monument i Nijmegen.
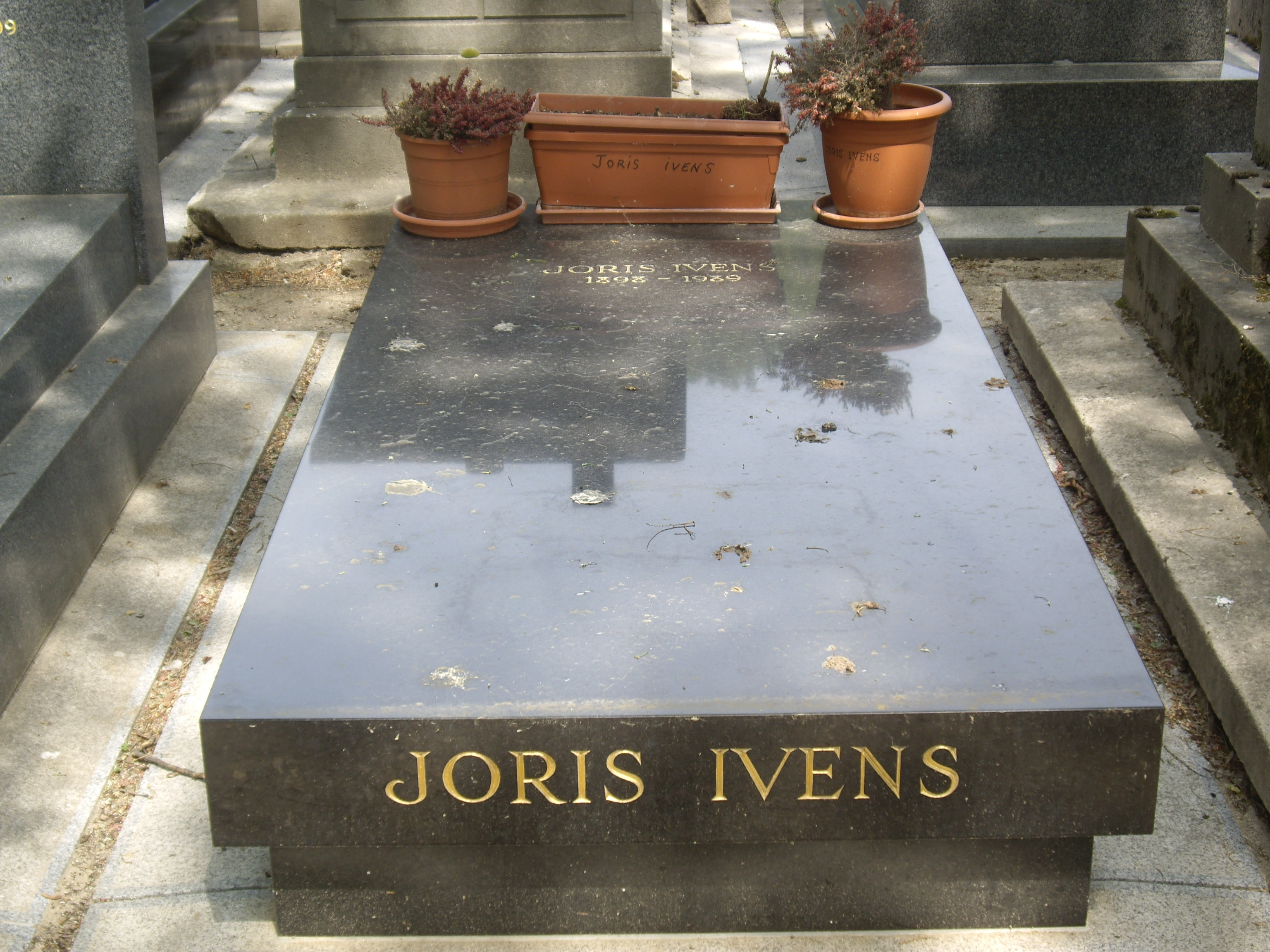
Joris Ivens grav på Montparnassekyrkogården.